# Каратистка (фільм, 2011)
Каратистка ( KG カラテガール) — японський фільм про бойові мистецтва 2011 року режисера Йосікацу Кімури з Ріною Такеда в головній ролі.

## Сюжет
Дія фільму розгортається навколо родини Куренаї, яка має багатовікову традицію карате. У дитинстві головна героїня, Аяка Куренаї, стає свідком жорстокого нападу на їхній дідьо в Окінаві: її батька, майстра карате, вбиває банда на чолі з Шю Тагава, а її молодшу сестру Нацукі викрадають. Через багато років Аяка, тепер уже звичайна школярка в Йокогамі, випадково демонструє свої бойові навички, що привертає увагу злочинної організації. Тагава, дізнавшись, що Аяка жива, відправляє її сестру, тепер уже смертоносну бойову машину на ім'я Сакура, щоб знищити її та повернути родинний чорний пояс — символ могутності родини Куренаї. Аяка вирушає на боротьбу за порятунок сестри та відновлення честі своєї родини.

## Акторський склад
| Актор                  | Роль                                |
| ---------------------- | ----------------------------------- |
| Ріна Такеда            | Аяка Куренаї / Аяка Ікегамі         |
| Хіна Тобіматсу         | Нацукі Куренаї / Сакура             |
| Тацуя Нака             | Тацюя Куренаї батько Аяки та Нацукі |
| Кадзутосі Йокояма      | Рюдзі Муто                          |
| Річард Вільям Хеселтон | Кіт                                 |
| Норіко Іріяма          | Мікі Ікегамі прийомна мати Аяки     |
| Саорі Такизава         | Рейко Охасі                         |
| Кейсуке Хорібэ         | Амане Тагава                        |

## Виробництво
Фільм був спродюсований компаніями Amazon Laterna, Laterna та Toei Video Company. Сценаристом та хореографом бойових сцен виступив Фуюхіко Нісі, який також працював над попереднім фільмом Ріни Такеди «High Kick Girl!». Операторську роботу виконав Дайсуке Сома, а музику створив Ґоро Ясикава.

## Прийом
«Каратистка» отримала змішані відгуки від критиків та глядачів. На сайті Rotten Tomatoes фільм отримав 27 % на основі 11 рецензій критиків та 50 % на основі понад 50 оцінок глядачів. На IMDb фільм має рейтинг 5.2/10 на основі понад 6000 оцінок.
Критики відзначали високий рівень бойових сцен та реалістичність виконання трюків, але критикували слабкий сюжет та акторську гру. Деякі глядачі також зазначали, що фільм має потенціал, але не повністю реалізує його через недоліки в сценарії та постановці.

## Висновок
«Каратистка» — це фільм, який сподобається шанувальникам японських бойовиків та любителям реалістичних бойових сцен. Ріна Такеда продовжує демонструвати свої вражаючі навички карате, але сюжет та акторська гра залишають бажати кращого. Фільм може бути цікавим для тих, хто шукає просту розвагу з елементами бойових мистецтв